# Martha Näbauer
 (mai 2023).
Martha Näbauer (Munich, 27 août 1914 - 12 octobre 1997) est une professeure de mathématique allemande. 

## Biographie
Elle a enseigné la géodésie à l’Université technique de Munich.